# تپه شماره ۱ گرماب سفلی
تپه شماره ۱ گرماب سفلی  در شهرستان تربت جام، بخش صالح آباد، روستای گرماب سفلی واقع شده و این اثر در تاریخ ۲۵ اسفند ۱۳۷۹ با شمارهٔ ثبت ۳۵۱۷ به‌عنوان یکی از آثار ملی ایران به ثبت رسیده است.